# Ніязов Сапармурат Атайович
Сапармура́т Ата́йович Нія́зов (туркм. Saparmyrat Ataýewiç Nyýazow; 19 лютого 1940 — 21 грудня 2006), також відомий як Туркменбаші (туркм. Türkmenbaşy; «глава туркмен») — туркменський диктатор, який керував Туркменістаном з 1985 року до своєї смерті у 2006. Він був першим секретарем ЦК Компартії Туркменської РСР з 1985 до 1991 року та президентом Туркменістану з 27 жовтня 1990 до 21 грудня 2006.
Член ЦК КПРС у 1986—1991 роках. Член Політбюро ЦК КПРС з 13 липня 1990 по 23 серпня 1991 року. Депутат Верховної Ради СРСР 11-го скликання.  У 1999 році проголошений довічним президентом. Під час президентства одночасно був також прем'єр-міністром країни, головою Народної Ради (парламенту), головою Ради національної безпеки й оборони, головою Демократичної партії Туркменістану. 
У свій час був одним з найбільш тоталітарних, деспотичних і репресивних диктаторів. Його правління характеризують встановленням диктатури в державі та масштабного культу особи. Він нав'язував свої особисті дивацтва країні, зокрема перейменував місяці та дні тижня у відповідності зі своєю автобіографією Рухнама; цю книгу зробив обов'язковою для читання в школах, університетах та державних організаціях; закрив лікарні всюди, крім столиці; заборонив оперу, балет, цирк, філармонічні оркестри. Під його владою Туркменістан мав найменшу очікувану тривалість життя в Центральній Азії. За даними Global Witness, мав кілька мільярдів доларів за кордоном.

## Життєпис
Сапармурат Ніязов народився 19 лютого 1940 року в родині службовця в селищі Кипчак Туркменської РСР. Згідно з офіційною біографією, в 1941 році його батько, Атамурат Ніязов, добровольцем пішов на фронт і 24 грудня 1942 року загинув в боях за Кавказ. Мати — Гурбансолтан-едже, а також брати (десятирічний Мухамметмурат і шестирічний Ніязмурат) загинули під час Ашхабадського землетрусу 1948 року. Ставши сиротою, Сапармурат потрапив до дитячого будинку в місті Кизил-Арват. У 1959 році закінчив з відзнакою середню школу.
У 1959—1962 роках — інструктор Туркменського територіального комітету профспілки робітників і службовців геологорозвідувальних робіт.
Член КПРС з 1962 року.
У 1962 році кілька місяців провчився в Московському енергетичному інституті, продовжив освіту в Ленінградському політехнічному інституті, де в 1967 році здобув диплом інженера-енергетика. Одночасно з 1965 року працював формувальником на Кіровському заводі міста Ленінграда.
У 1967—1970 роках — майстер, старший майстер Безмеїнської ГРЕС імені Леніна в Ашхабадській області Туркменської РСР.
У 1970—1979 роках — інструктор, заступник завідувача промислово-транспортного відділу ЦК КП Туркменії.
У 1976 році закінчив заочну Вищу партійну школу при ЦК КПРС.
У 1979—1980 роках — завідувач відділу промисловості ЦК КП Туркменії.
У 1980—1984 роках — 1-й секретар Ашхабадського міського комітету КП Туркменії.
У 1984—1985 роках — інструктор відділу організаційно-партійної роботи ЦК КПРС у Москві.
18 березня 1985 — 4 січня 1986 року — голова Ради міністрів Туркменської РСР.
21 грудня 1985 — 16 грудня 1991 року — 1-й секретар ЦК Комуністичної партії Туркменії.
18 січня — 2 листопада 1990 року — голова Верховної Ради Туркменської РСР.
27 жовтня 1990 на всенародних виборах обрано першим президентом Туркменістану.
У зв'язку з ухваленням конституції незалежного Туркменістану, 21 червня 1992 р. відбулися повторні президентські вибори, де він був єдиним кандидатом, вони підтвердили повноваження С. Ніязова.
Унаслідок референдуму в січні 1994 року його президентську каденцію, що мала тривати 5 років, продовжено до 2002 року.
28 грудня 1999 року парламент оголосив Ніязова довічним президентом Туркменістану.
У країні збудовано численні пам'ятники Ніязову, день його народження є національним святом. Він узяв титул Туркменбаші (батька всіх туркменів). Спеціальна комісія істориків оголосила, що Ніязов є нащадком Олександра Македонського. На честь Ніязова місто Красноводськ перейменовано на Туркменбаші.
Під урядуванням Ніязова Туркменістан почав проводити політику нейтралітету. Ніязов не підтримав інтервенції США в Афганістані, а в 2005 році оголосив про послаблення зв'язків Туркменістану з СНД. 2006 року встановив діалог з Європейським Союзом.
Був офіційним автором книги «Рухнама» («Книга духу»), що в Туркменістані була основою освіти (поруч із Кораном).
Опозиція проти нього була заборонена, її лідери арештовувались, депортувались або втікали.
Помер унаслідок раптового серцевого нападу. Поховано Ніязова 24 грудня 2006 року в мечеті Туркменбаші Рухи в селищі Гипджак (Кипчак).
Наступником президента Ніязова офіційно визнано Гурбангулу Бердимухамедова.